# Міжнародний рік світла і технологій на основі світла
Міжнародний рік світла та світлових технологій 2015 або Міжнародний рік світла 2015 був оголошений Організацією Об'єднаних Націй з метою підвищення обізнаності про досягнення науки про світло, її застосування та важливість для людства. Церемонія відкриття відбулася 19–20 січня 2015 року в Парижі.

## Історія
Міжнародний рік світла — це глобальна ініціатива, ухвалена ООН для підвищення обізнаності про те, як технології світла сприяють сталому розвитку та забезпечують вирішення світових проблем у сферах енергетики, освіти, сільського господарства, зв'язку та охорони здоров'я.
Делегати ЮНЕСКО з Гани та Мексики запропонували започаткувати цей рік. Резолюцію представили Гана, Мексика, Російська Федерація та Нова Зеландія до 190-ї сесії Виконавчої ради ЮНЕСКО, яка проходила в Парижі 13–18 жовтня 2012 року.
Міжнародний рік світла започаткований резолюцією Генеральної Асамблеї ООН A/RES/68/221 від 20 грудня 2013 року, прийнятою під час пленарного засідання 68-ї сесії Генеральної Асамблеї ООН. Патроном події був Принц Ендрю, герцог Йоркський.

### Учасники
Проведення заходу схвалили низка міжнародних наукових спілок і Міжнародна наукова рада. Керівництво заходу здійснював Міжнародний керівний комітет, скликаний фізиком Джоном М. Дадлі у співпраці з Міжнародною програмою фундаментальних наук ЮНЕСКО та секретаріатом Міжнародного центру теоретичної фізики.
Наукові спонсори-засновники року:
- Європейське фізичне товариство[6];
- Товариство оптики і фотоніки[7];
- Оптичне товариство[8];
- Товариство фотоніки IEEE;
- Американське фізичне товариство.

### Зацікавлені сторони
Міжнародний рік об'єднує багато різних зацікавлених сторін, включаючи ЮНЕСКО, наукові товариства та профспілки, освітні та дослідницькі установи, технологічні платформи, некомерційні організації та партнерів з приватного сектору, щоб просувати та відзначати важливість світла та його застосування протягом 2015 року.
- Африканське фізичне товариство;
- Академія мистецтв і наук Гани;
- Міжнародна комісія з оптики[en];
- Міжнародний союз теоретичної та прикладної фізики[en];
- Російська академія наук;
- Інститут фізики Нової Зеландії;
- Королівське товариство Нової Зеландії[en];
- Національний автономний університет Мексики;
- Інститут наук, літератури та мистецтв Венеції.

## Заходи

### Церемонія відкриття
Міжнародний рік світла офіційно започаткований 19 січня 2015 року дводенною церемонією відкриття в штаб-квартирі ЮНЕСКО в Парижі. Церемонія відкриття представила ключові теми року, які надихнули події в усьому світі протягом 2015 року. Подію відвідало понад тисяча учасників. Серед спікерів та учасників були дипломати, лауреати Нобелівської премії (Ахмед Зевейл з темою: «Світло і життя», Стівен Чу з темою: «Енергія і кліматичні зміни», Білл Філліпс з темою: «Ейнштейн, час і світло», Серж Арош з темою: «Світло і кванти» та Жорес Алфьоров з темою: «Ефективне перетворення і генерація світла»), науковці та промисловці з усього світу. На заході також були представлені роботи митців світла з усього світу, зокрема фінського художника світла Карі Кола та американської команди дизайнерів Light At Play.
Генеральний секретар ООН Пан Гімун у зверненні на церемонії відкриття сказав:
| «Оскільки ми прагнемо покінчити з бідністю та сприяємо спільному процвітанню, світлові технології можуть запропонувати практичні рішення глобальних проблем. Вони будуть особливо важливими для просування прогресу до Цілей розвитку тисячоліття, досягнення майбутніх цілей сталого розвитку та боротьби зі зміною клімату». |

### США
У Сполучених Штатах організували дві події: «Wonders of Light: Family Science Fun», який відбувся в Національному музеї американських індіанців, і «Світло для кращого світу — свято інновацій США», який відбувся в Національній академії наук США.
Спонсором акції «Чудеса світла» виступив Національний науковий фонд, її відвідали сотні дітей та їхніх батьків. Експонати включали різні оптичні та фотонічні дисплеї.
Симпозіум «Світло для кращого світу» був спонсорований численними організаціями, включаючи Національний науковий фонд, Національну академію наук, Оптичне товариство, Американський інститут фізики, Американське фізичне товариство, Товариство фотоніки IEEE та Товариство оптики і фотоніки. Серед доповідачів на заході були: лауреат Нобелівської премії 2014 року Сюдзі Накамура, директор Національного наукового фонду Франс Кордова, Майкл Лір (SUNY Polytechnic Institute), Джеральд Даффі (General Electric) і лауреат Нобелівської премії 2014 року Ерік Бетциґ.

### Колумбія
Міжнародна конференція «Колумбія в Міжнародний рік світла 2015» була в трьох університетах Колумбії в період 16–19 червня 2015 року. Організатори конференції: Університет Анд, Національний університет Колумбії, Університет Антіокії, Колумбійська академія точних, фізичних і природничих наук, колумбійські дослідницькі групи, що працюють над темами, пов'язаними з оптичними науками, а також академічні програми.

### Кампанія Ібн Аль-Хайсама
Це глобальна кампанія, яка включає серію інтерактивних виставок, майстер-класів і живих шоу про досягнення Ібн аль-Хайсама в оптиці, математиці та астрономії та його вплив на закладення основ сучасного наукового методу. Кампанія була створена організацією 1001 Inventions, яка є партнером-засновником Міжнародного року світла та розпочата під час відкриття року у Парижі.
У рамках міжнародної кампанії ЮНЕСКО також проводила виставку та конференцію під назвою «Ісламський золотий вік науки для суспільства, заснованого на знаннях». Відповідно до заходу три організації з Гайдарабаду, а саме MS Academy, Mesco та ILM Foundation, запустили i Quiz 2015 — національний конкурс вікторини на тему «Золотий вік науки». Змагання були заплановані у 64 містах Індії, а фінал мав відбутися в Гайдарабаді.

### Вчись після заходу
Проєкт «Вчись після заходу» передбачав, що в регіонах світу, де недостатньо джерел світла, або вони відсутні будуть встановлені світильники зі світлодіодами, які працюють за рахунок сонячної енергії.

## Ювілеї наукових подій
Основні ювілеї, які відзначалися під час проведення року:
- 1015: Книга з оптики[en] Ібн Аль-Хайсама;
- 1815: Огюстен Жан Френель доповнив хвильову природу світла;
- 1865: Електромагнітна теорія поширення світла, запропонована Джеймсом Максвелом;
- 1915: Теорія Альберта Ейнштейна про фотоефект у 1905 році та про впровадження світла в космологію через загальну теорію відносності;
- 1965: Відкриття реліктового випромінювання Арно Алланом Пензіасом і Робертом Вудро Вільсоном і досягнення Чарльза Као щодо передачі світла через оптоволокно.